# Freethought Association of Canada
La Freethought Association of Canada (Asociación librepensadora de Canadá) es una organización educativa que promociona puntos de vista laicos.
La organización comenzó siendo denominándose Toronto Secular Alliance, organización secular originada como asociación estudiantil en la "Universidad de Toronto".
Su propósito es la promoción de temas relacionados con el laicismo, como el librepensamiento y el escepticismo científico, a través de eventos educativos, sociales y activismo

## Día del orgullo en Toronto
Como signo de apoyo al movimiento LGBT, la asociación asiste a la marcha del orgullo en Toronto (Toronto Pride Parade) y junto al Center for inquiry en Ontario desde hace varios años

## Campaña del bus ateo en Canadá
Siguiendo el éxito de la campaña de Ariane Sherine en Reino Unido con el eslogan  "There's probably no god. Now stop worrying and enjoy your life" en los buses de la ciudad, la asociación organizó algo similar en febrero de 2009 en Toronto el mensaje también circuló en Calgary, Halifax y Ottawa. En estas dos últimas ciudades el anuncio fue rechazado en un principio, pero fue llevado a tribunal y se ganó el proceso.